# 科隆縣

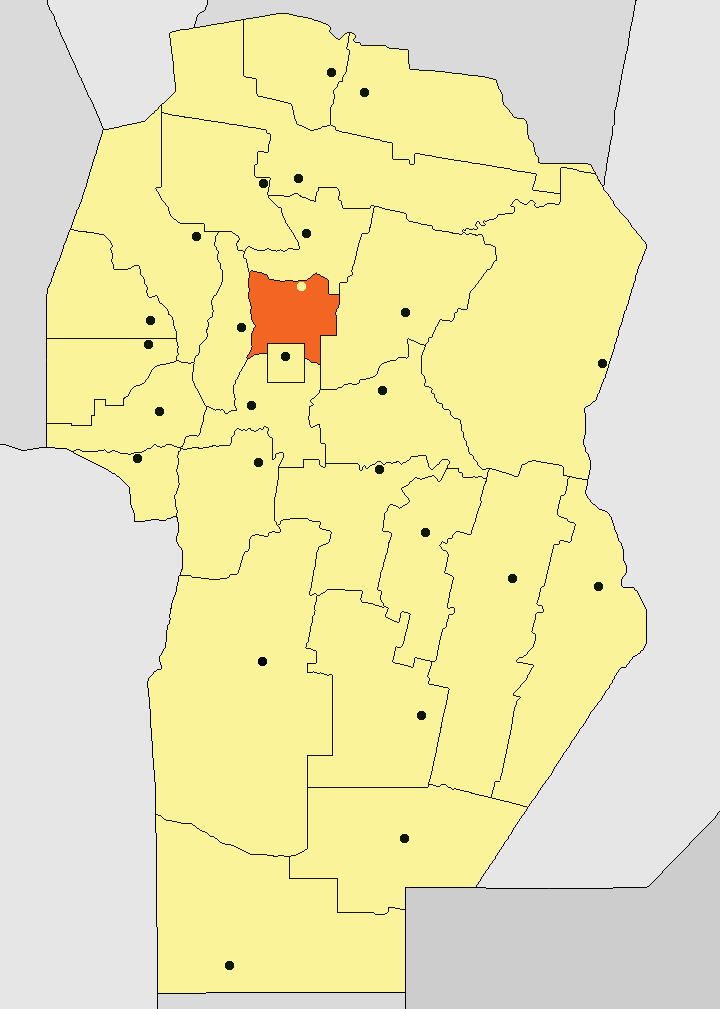

30°59′S 64°5′W / 30.983°S 64.083°W
科隆縣（西班牙語：Departamento Colón），是阿根廷的縣份，位於該國中部科爾多瓦省，首府設於耶穌瑪利亞，面積2,588平方公里，2001年人口171,067，人口密度每平方公里66人。